# 16406 Oszkiewicz
16406 Oszkiewicz è un asteroide della fascia principale. Scoperto nel 1985, presenta un'orbita caratterizzata da un semiasse maggiore pari a 2,7530529 UA e da un'eccentricità di 0,2777486, inclinata di 12,49449° rispetto all'eclittica.